# Santa Lucia (Siniscola)
Santa Lucia è una frazione del comune di Siniscola (NU). È una località balneare dotata di una lunga spiaggia e completamente circondata da una pineta piantata negli anni trenta del Novecento. 

## Storia
È presente una torre probabilmente del sec. XVII.
Il paesino venne popolato da pescatori provenienti dall'isola di Ponza.

## Cultura

### Cinema
Il borgo e le spiagge nel 1971 sono state la location principale del film Violentata sulla sabbia, con protagonista l'attrice Carole André.

## Galleria d'immagini

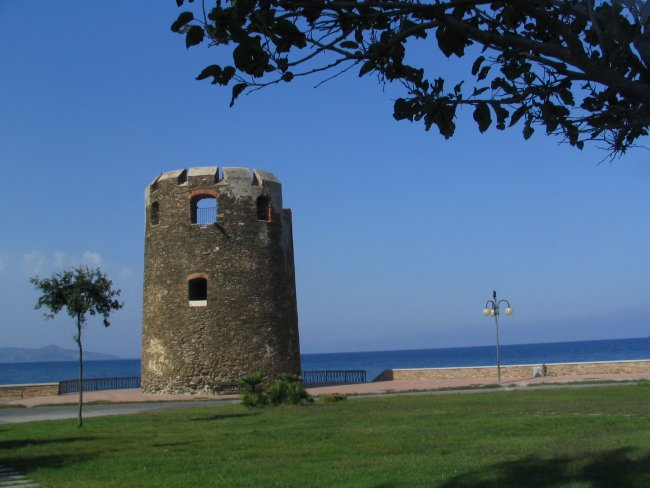
Torre all'interno del paese
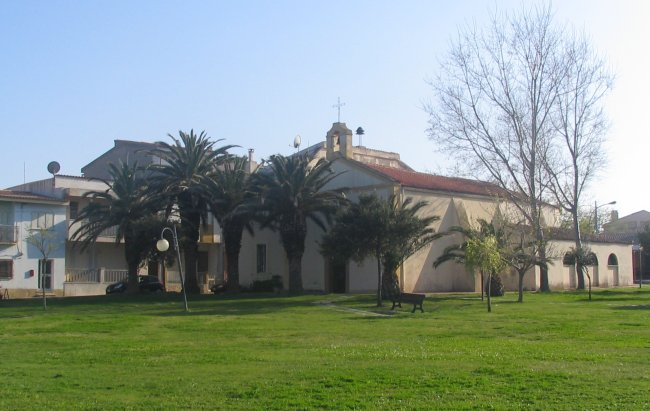
Chiesa di Santa Lucia
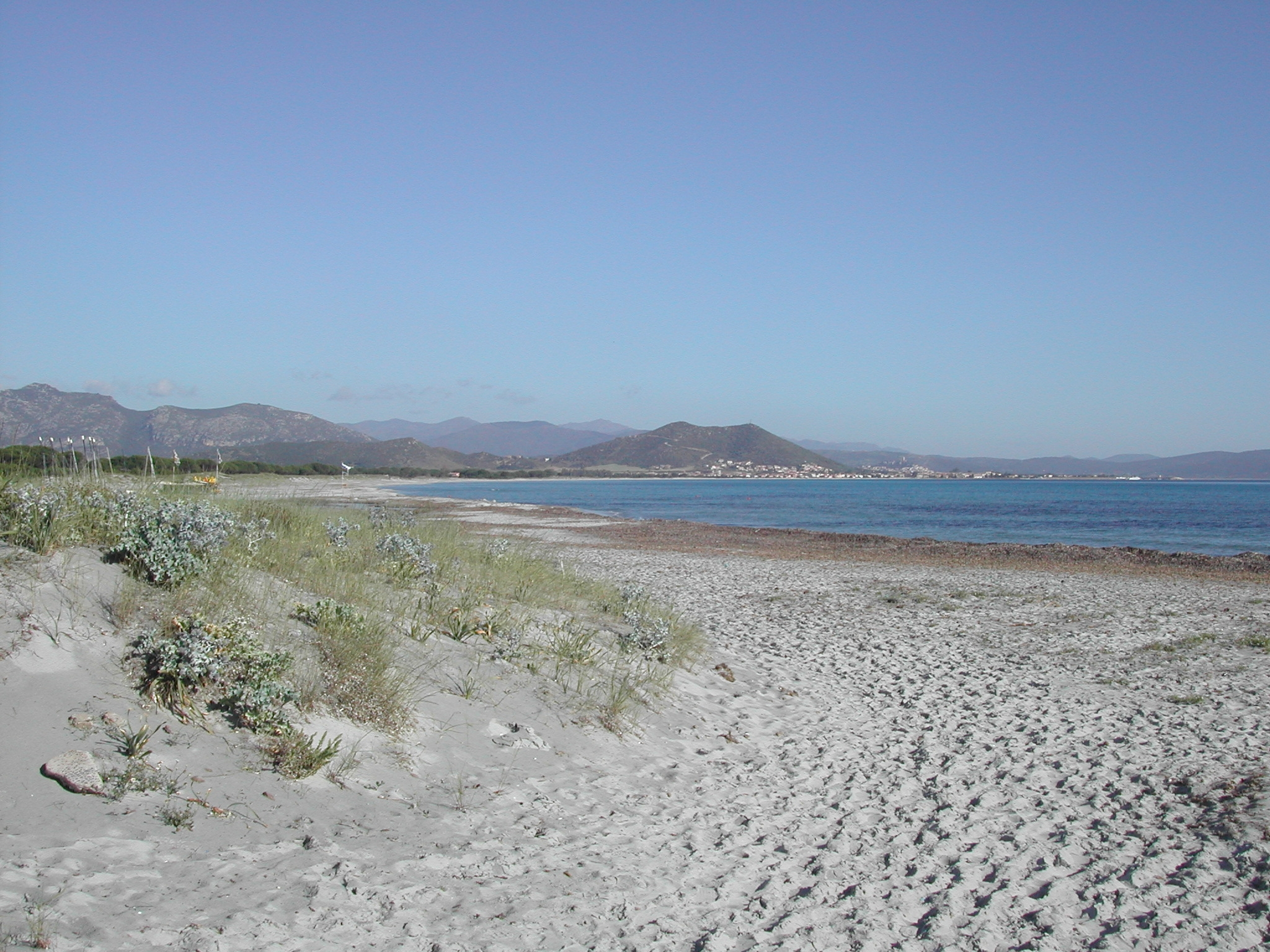
Spiaggia a nord di Santa Lucia
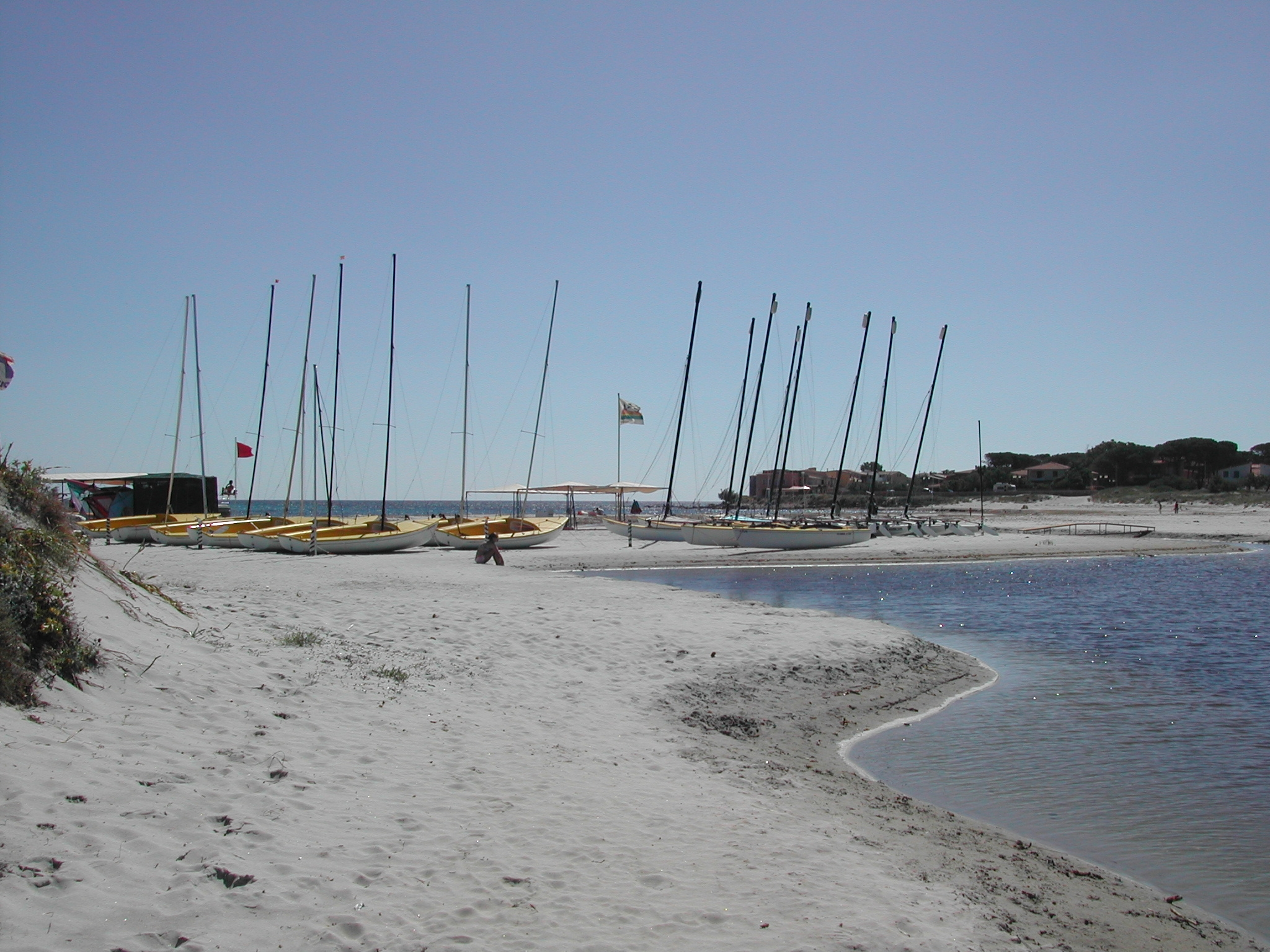
Spiaggia a nord di Santa Lucia
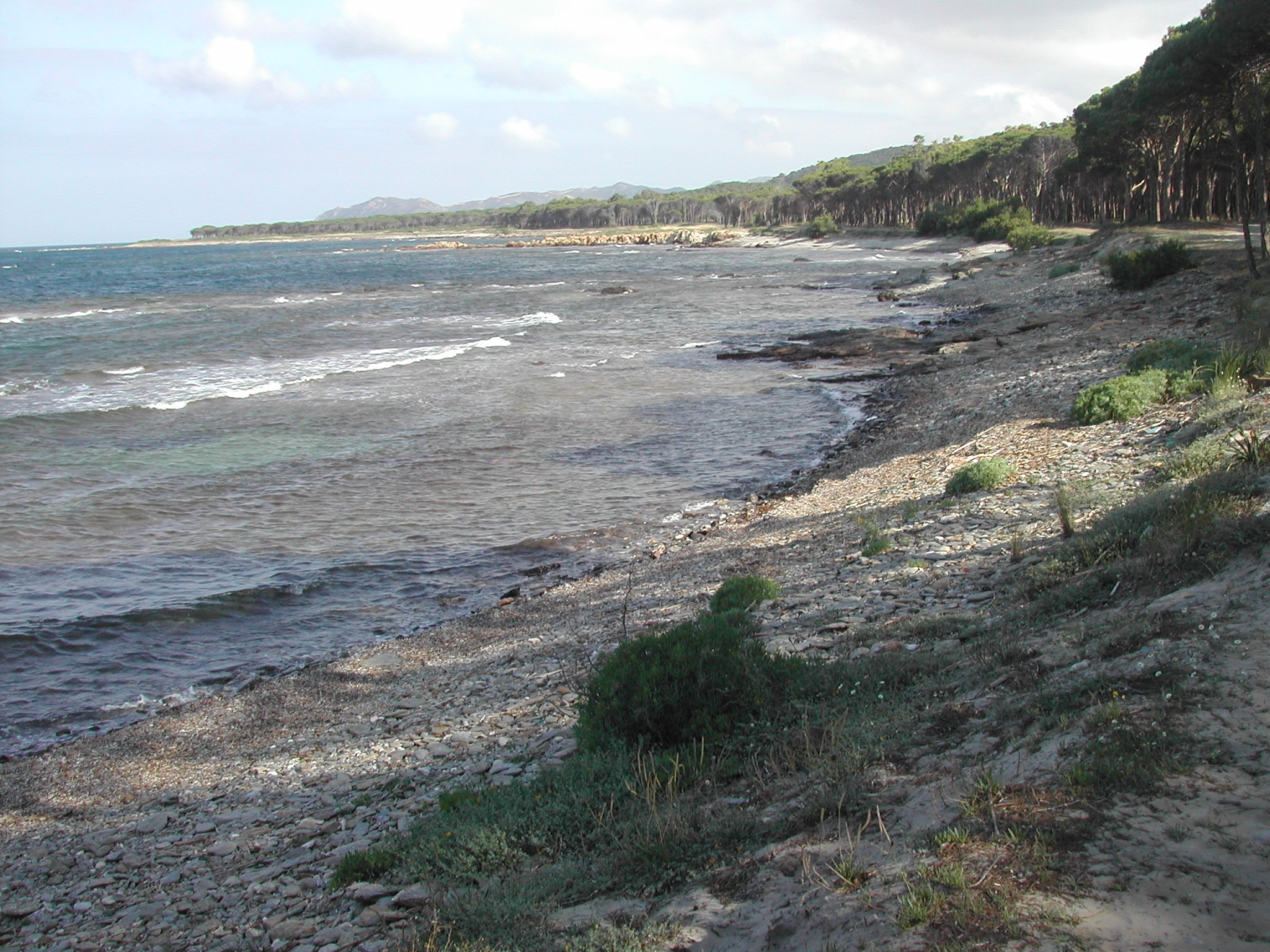
Spiaggia dei confetti a sud di Santa Lucia
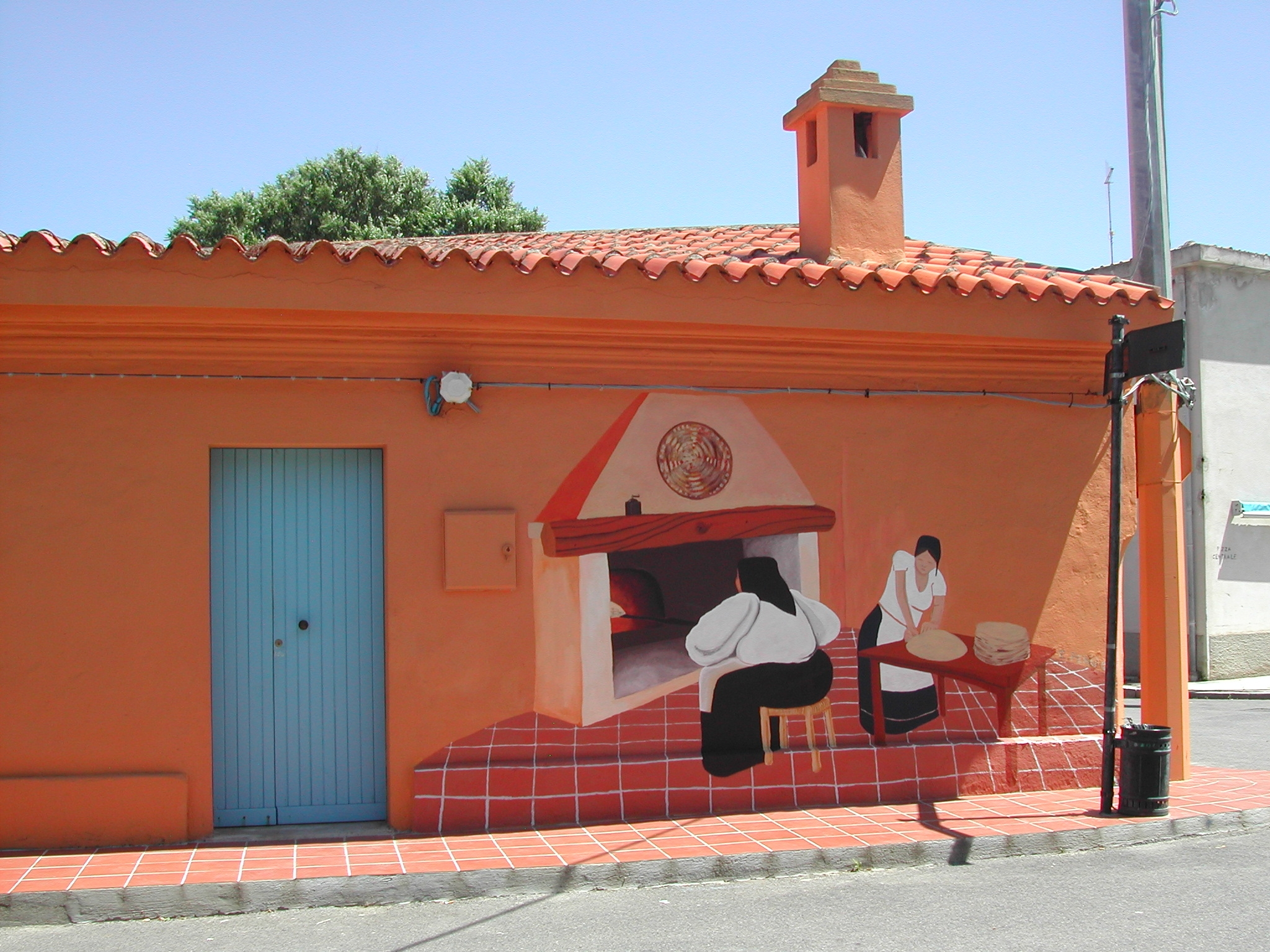
Casa con murale
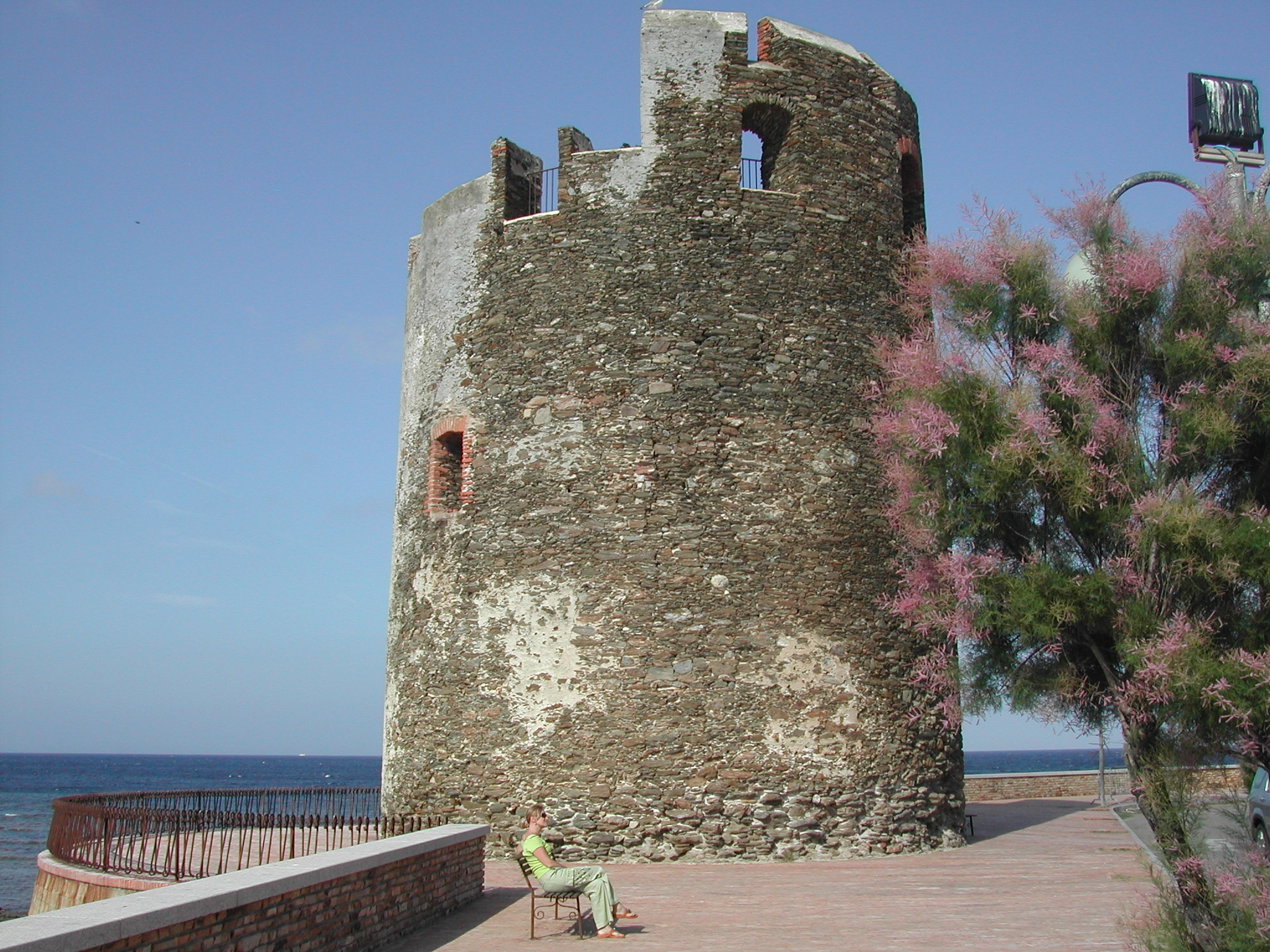
La Torre
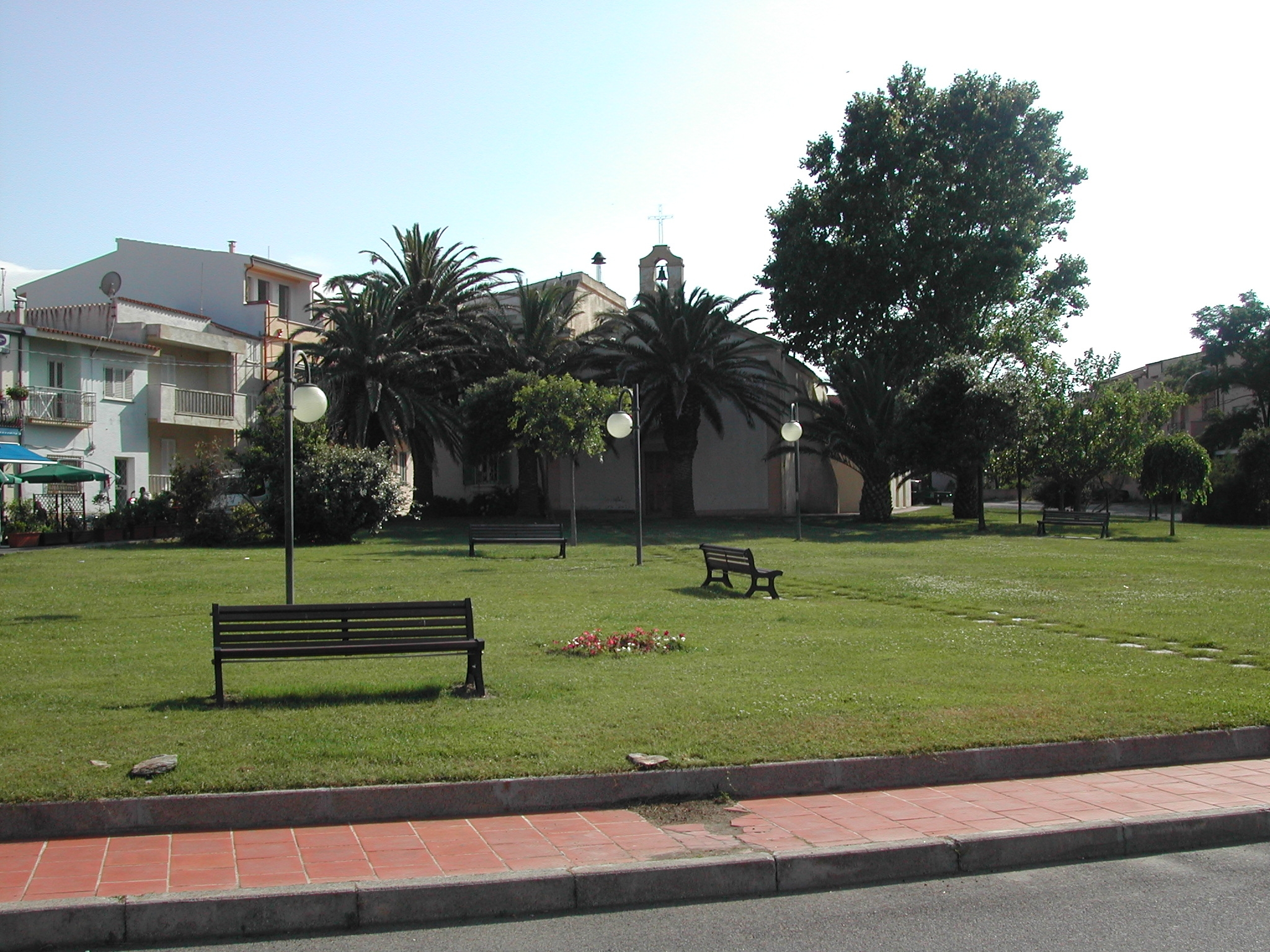
La Chiesa